# Any Video Converter
Any Video Converter ist ein Videokonverter von Anvsoft Inc. für Windows und macOS, den es in einer kostenlosen und zwei kostenpflichtigen Versionen gibt.

## Eigenschaften
Die Software konvertiert gängige Videoformate in beliebige Richtungen, darunter auch Formate für mobile Endgeräte, wie z. B. Smartphones.
Mit der Freeware-Version ist es auch möglich, Videos von Online-Video-Sharing-Sites, wie YouTube, herunterzuladen. Nutzer können Videos bearbeiten und auf DVD brennen. Die Kaufvariante Any Video Converter Pro ermöglicht zudem das Erstellen von DVD-Menüs und das Konvertieren von etlichen Videoformaten ins DVD- und AVCHD-Format und das Erstellen von 4K-Videos. Zudem kann nur in dieser Version die Rechenleistung der Grafikkarte des PCs zum Umwandeln genutzt werden. Die zweite kostenpflichtige Version Any Video Converter Ultimate ermöglicht das Konvertieren von Videos mit Hilfe des High Efficiency Video Codec (HEVC).

## Rezeption
Die Software gilt als „leicht anzuwenden“ und „die Benutzeroberfläche ist bedienerfreundlich“.